# Composition florale

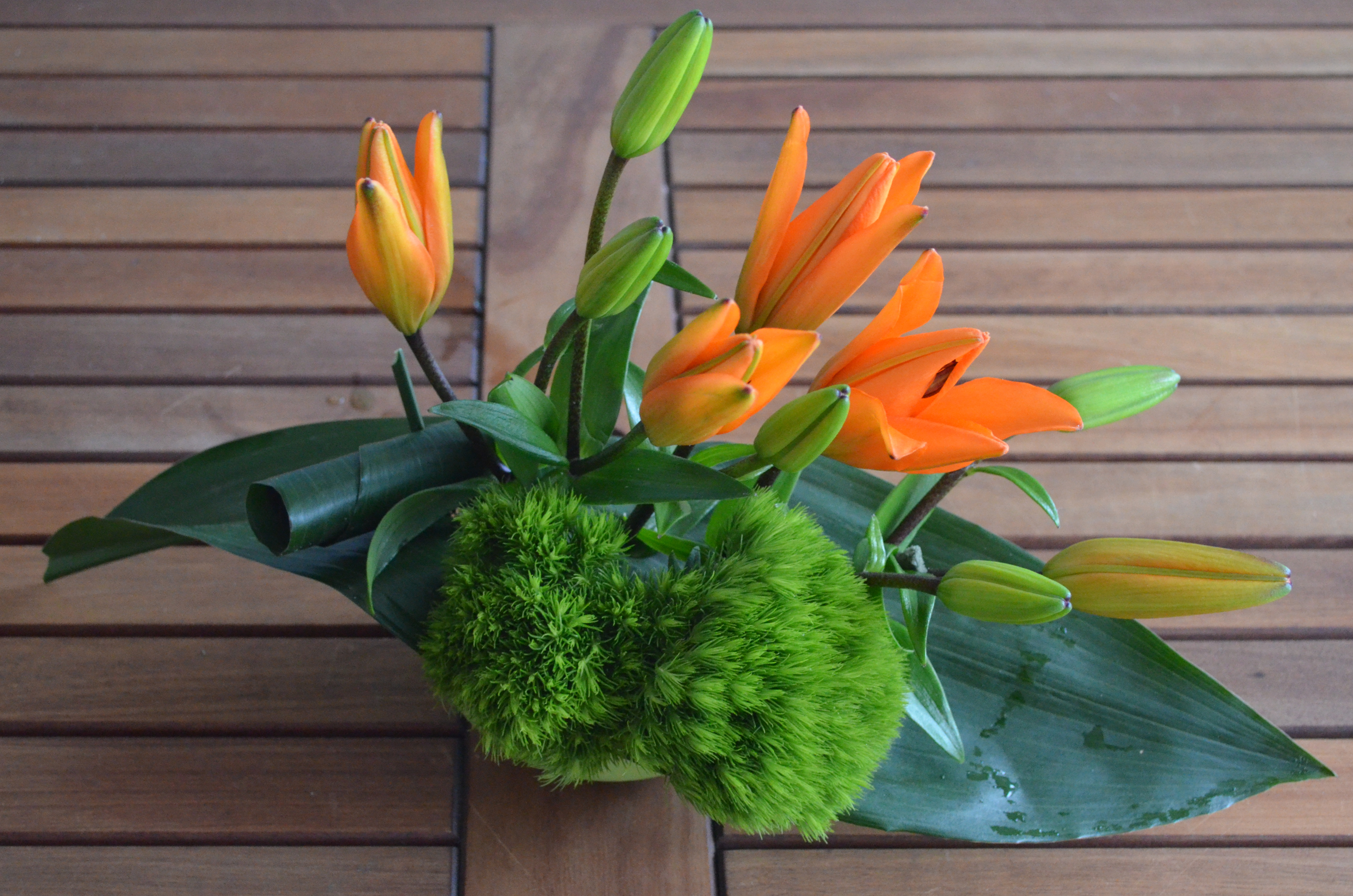
Composition florale

La composition florale est une œuvre artistique constituée le plus souvent d’un contenant (une poterie, un panier, un objet insolite, un vase...) et d’un contenu (fleurs, feuillage, branches, fruits, légumes, racines...) en harmonie. Le tout doit former un ensemble esthétique, tant par le choix des couleurs que par la forme.
Les compositions florales peuvent être classiques, néoclassiques, modernes, inspirées de l'ikebana.

## Aspects culturels
Son élaboration s'apparente à un art avec ses codes parfois très forts comme au Japon (Ikebana). Il constitue un des grands sujets de la peinture, de Brueghel de Velours à Alain Seguin en passant par tous les grands créateurs de la peinture hollandaise aux impressionnistes et bien au-delà avec Henri Rousseau, dit le Douanier Rousseau, Picasso, Chagall et tant d'autres.

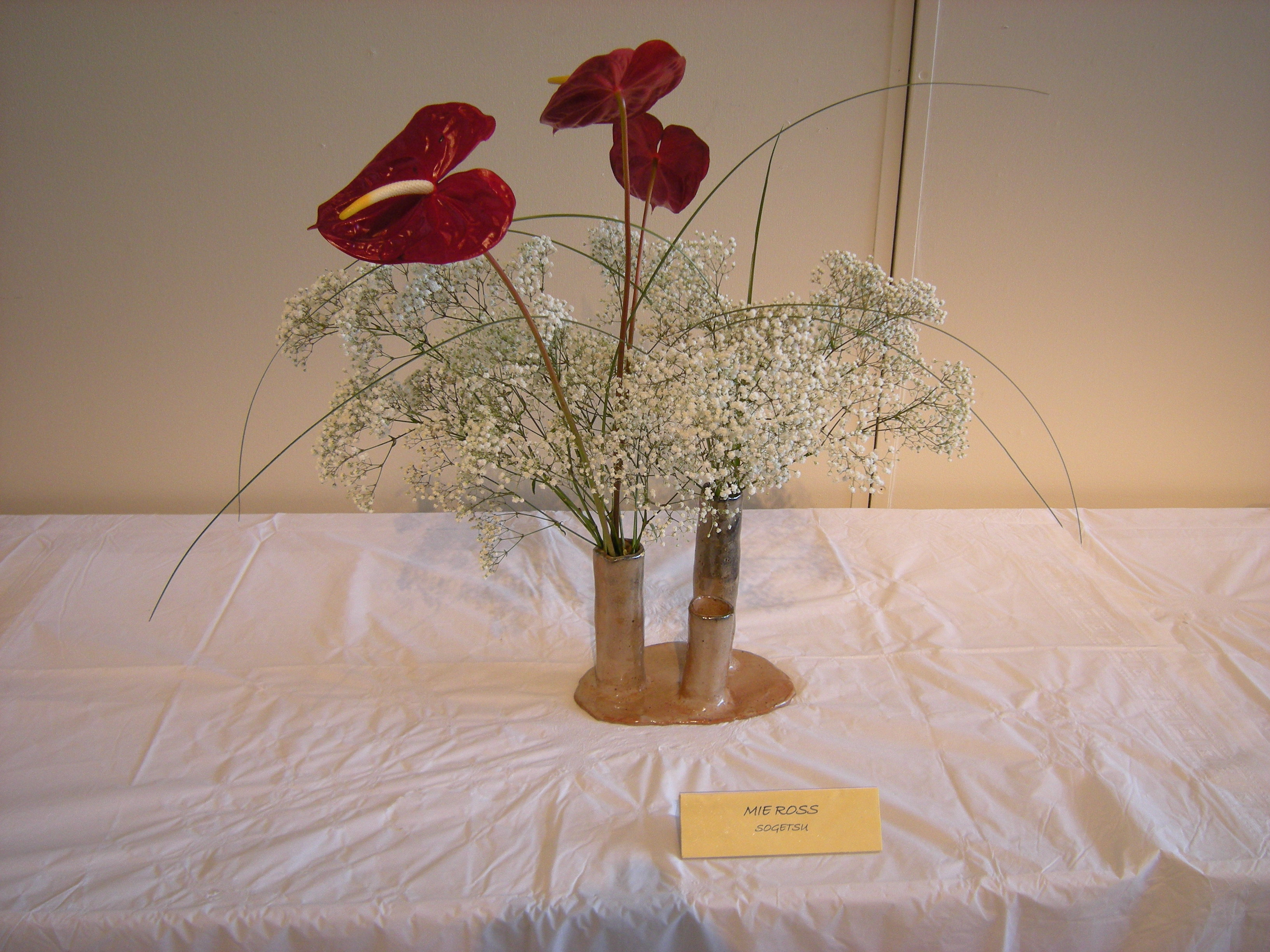
Ikebana
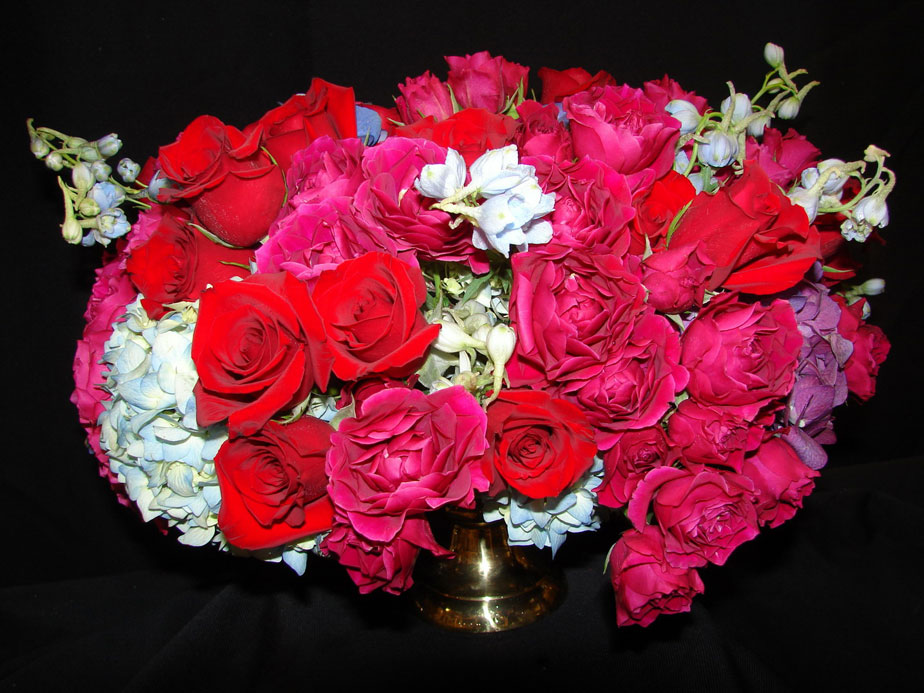
Composition installée à la Maison Blanche pour l'entrée en fonction de Barack Obama, en 2009.
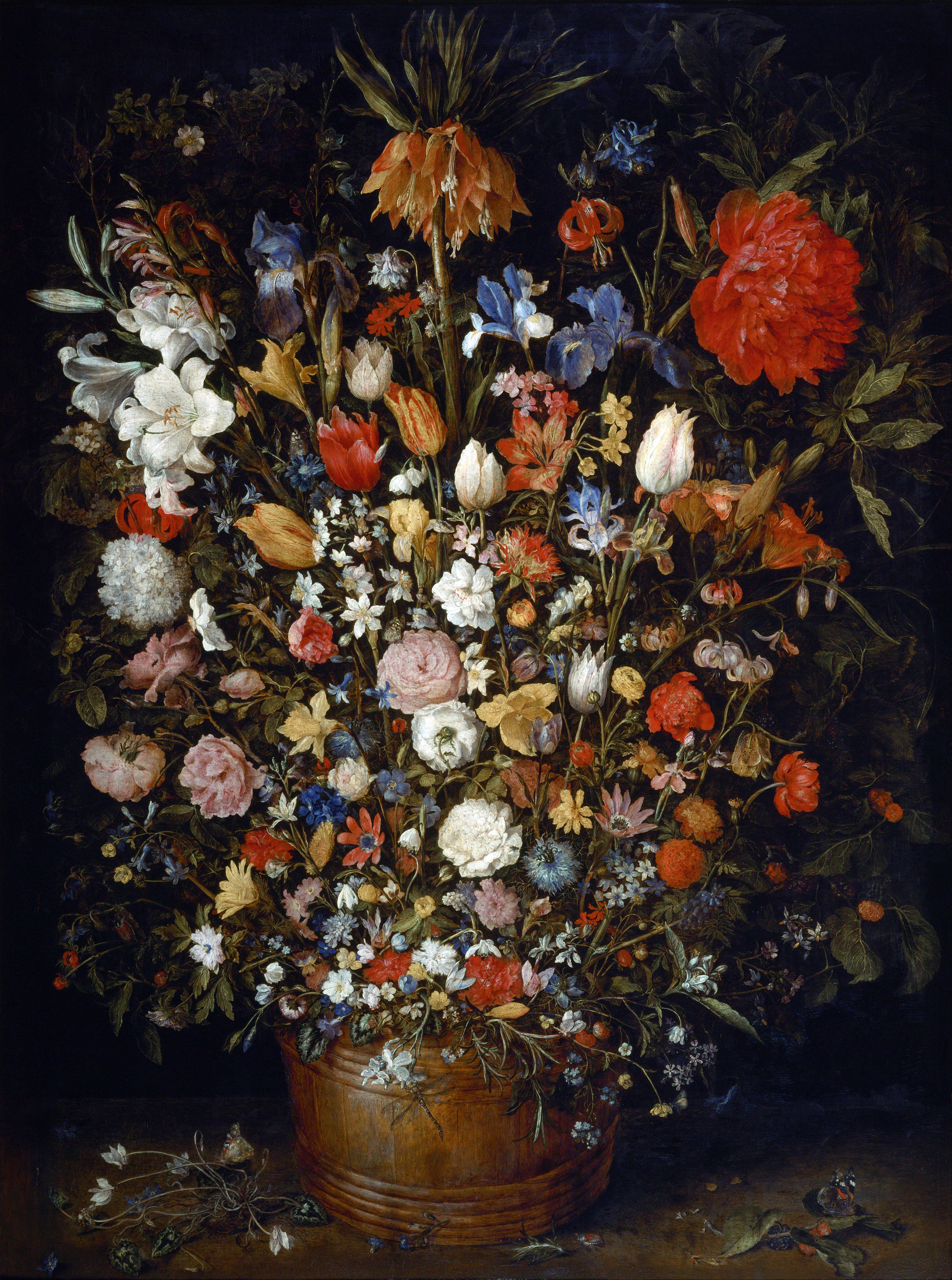
Bouquet par Jan Bruegel l'ancien, 1606/7.